# Камерунско-нигерийская граница
Камерунско-нигерийская граница — государственная граница между Камеруном и Нигерией. Протяженность границы составляет 1975 км и простирается от пограничного стыка с Чадом на севере до Атлантического океана на юге.

## Описание
Граница начинается на севере в районе озера Чад, проходит через озеро по прямой линии с северо-запада на юго-восток до устья реки Эбеди. Граница следует по этой реке, которая течет на юго-восток, прежде чем повернуть на юг, продолжаясь по суше в этом направлении через ряд неровных линий и несколько небольших рек (таких как Калия). В районе параллели 11°30 граница поворачивает на юго-запад, затем поворачивает на северо-запад в городе Банки, а затем на юго-запад через горы Мандара и горы Атлантика, иногда через такие реки, как Майо-Тил и Бенуэ. Примерно на параллели 6°30 граница смещается на запад, становится с изгибами и проходит через реки, такие как Донга, прежде чем продолжается в юго-западном направлении через различные сухопутные территории и реки (такие как Кросс и Аквайафе), прежде чем войти в залив Бенин к западу от полуострова Бакасси.

## История
Великобритания (в лице Королевская Нигерская компания) управляла территорией вокруг Лагоса с 1861 года и протекторатом Ойл-Ривер (окружающая территория — Калабар) с 1884 года. По мере того, как Великобритания продвигалась во внутренние районы, были созданы две колонии — Протекторат Южной Нигерии и Протекторат Северной Нигерии. В 1900 году управление этими территориями было передано британскому правительству, а Северный и Южный (включая Лагос и Калабар) протектораты были объединены в колонию Нигерия в 1914 году. Между тем, на фоне драки за Африку, Германия заявила права на Камерун в июле 1884 года. Противостояние достигло своей кульминации на Берлинской конференции 1884 года, на которой заинтересованные европейские страны согласовали свои территориальные претензии и правила ведения боевых действий в будущем.
В апреле-июне 1885 года Великобритания и Германия подписали договор, определяющий границу в южных районах Нигерии и Камеруна используя как ориентир реки Рио-дель-Рей и Кросс. Граница была продлена на север до Йолы в июле-августе 1886 года. Разногласия относительно расположения рек, упомянутых в этих договорах, привели к заключению ещё одного договора 1 июля 1890 года, изменившего южную часть границы, уточненную по взаимному соглашению 14 апреля 1893 года. Договор от 15 ноября 1893 года затем продлил границу на север до озера Чад; этот участок был уточнен более подробно 19 марта 1906 года. Вся граница затем была подтверждена по взаимному соглашению в феврале-марте 1909 года и марте-апреле 1913 года.
Когда в 1914 году началась Первая мировая война, Великобритания и Франция вторглись в Германский Камерун и в конечном итоге победили немцев в 1916 году. 22 июля 1922 года Камерун стал подмандатной территорией Лиги Наций, при этом большая часть колонии отошла к Франции, а меньшие районы вдоль границы с Нигерией (Северный Камерун и Южный Камерун, первый из которых был разделен на две части) на западе — к Великобритании. В британском указе от 26 июня 1923 года говорилось, что подмандатные территории Великобритании будут считаться административно входящими в состав Нигерии. Граница между британским и французским мандатами была определена в 1930 году и окончательно утверждена 9 января 1931 года. Это соглашение о мандате/опеке было подтверждено ООН в 1946 году. 2 августа того же года Великобритания окончательно определила границу между Северным и Южным Камеруном, которая сегодня составляет большую часть границы штата Тараба.
По мере того, как движение за деколонизацию росло в эпоху после Второй мировой войны, Великобритания и Франция постепенно предоставляли больше политических прав и представительства своим африканским колониям. Камерун получил полную независимость в январе 1960 года, а в октябре за ним последовала Нигерия. В феврале 1961 года был проведен плебисцит о будущем мандата Великобритании в Камеруне, в результате которого Северный Камерун проголосовал за присоединение к Нигерии, а Южный Камерун проголосовал за присоединение к Камеруну, тем самым зафиксировав границу в её нынешнем положении.
В 1994 году давно тлеющий территориальный спор о принадлежности полуострова Бакасси был передан в Международный суд ООН, который в 2002 году постановил, что территория принадлежит Камеруну. Несмотря на значительное противодействие правлению внутри Нигерии, полуостров был передан Камеруну в период 2006—2008. Население региона было против нахождения в составе Камеруна, что привело к конфликту в Бакасси, который в некоторой степени слился с более масштабным англоязычным кризисом в стране, с требованиями отделения бывшего Южного Камеруна в качестве независимого государства Амбазонии. Тем временем крайний север границы в последние годы сильно пострадал от повстанческого движения «Боко харам».

## Пограничные переходы
Два основных перехода находятся в Банки (Нигерия)-Мора (Камерун) на севере и Мфум (Нигерия)-Мамфе (Камерун) на юге.